# (99) Dike
(99) Dike – planetoida z grupy pasa głównego planetoid okrążająca Słońce w ciągu 4 lat i 126 dni w średniej odległości 2,66 j.a. Została odkryta 28 maja 1868 roku w Marsylii przez Alphonse’a Borrelly’ego. Nazwa planetoidy pochodzi od imienia Dike, bogini sprawiedliwości, jednej z Hor, bogiń strzegących ładu między ludźmi i rytmem natury w mitologii greckiej.